# Cornelia Seibeld

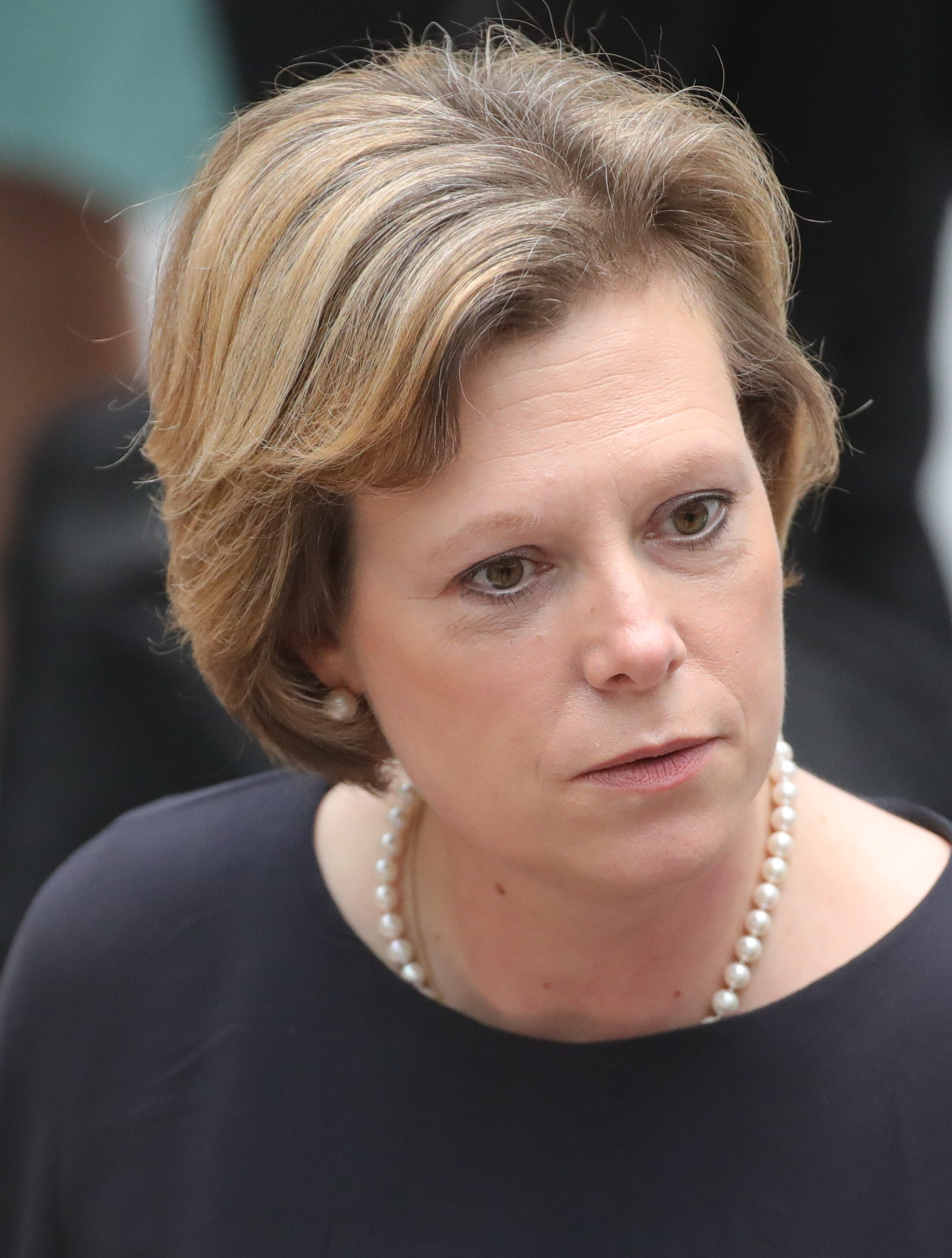
Cornelia Seibeld (2023)

Cornelia Seibeld (* 1974 in Berlin) ist eine deutsche Politikerin (CDU). Sie ist seit dem 16. März 2023 Präsidentin des Abgeordnetenhauses von Berlin, dem sie seit 2006 als Abgeordnete angehört.

## Leben und Studium
Seibeld wuchs in Berlin-Schöneberg auf und besuchte die Barnim-Grundschule und die Fläming-Grundschule. Das Abitur legte sie 1994 auf dem Walter-Rathenau-Gymnasium ab. Danach erfolgte ihr Studium der Rechtswissenschaften an der FU Berlin. Seit 2002 arbeitet sie als Rechtsanwältin. Seit 2011 hat sie gemeinsam mit Sven Rissmann einen Sohn.

## Politik
Seibeld trat 1996 in die CDU und die Junge Union (Kreisverband der JU Steglitz-Zehlendorf) ein. Von 2005 bis 2022 war sie stellvertretende Kreisvorsitzende der CDU Steglitz-Zehlendorf. Im CDU-Ortsverband Wannsee war sie Schriftführerin. Seit 2006 ist sie Ortsvorsitzende im CDU-Ortsverband Lilienthal.
2006 zog sie mit 40,5 % der Erststimmen als direkt gewählte Kandidatin im Wahlkreis Steglitz-Zehlendorf 4 erstmals in das Abgeordnetenhaus von Berlin ein, 2011 wurde sie mit 43,3 % der Erststimmen wiedergewählt. 2016 verteidigte sie trotz Verlusten mit 32,3 % ihr Direktmandat. Bei der im Nachhinein für ungültig erklärten Wahl zum Abgeordnetenhaus 2021 gewann sie erneut das Direktmandat mit 31,7 % der Erststimmen. Bei der Wiederholungswahl 2023 erzielte sie 41,9 % und verteidigte erneut ihr Direktmandat.

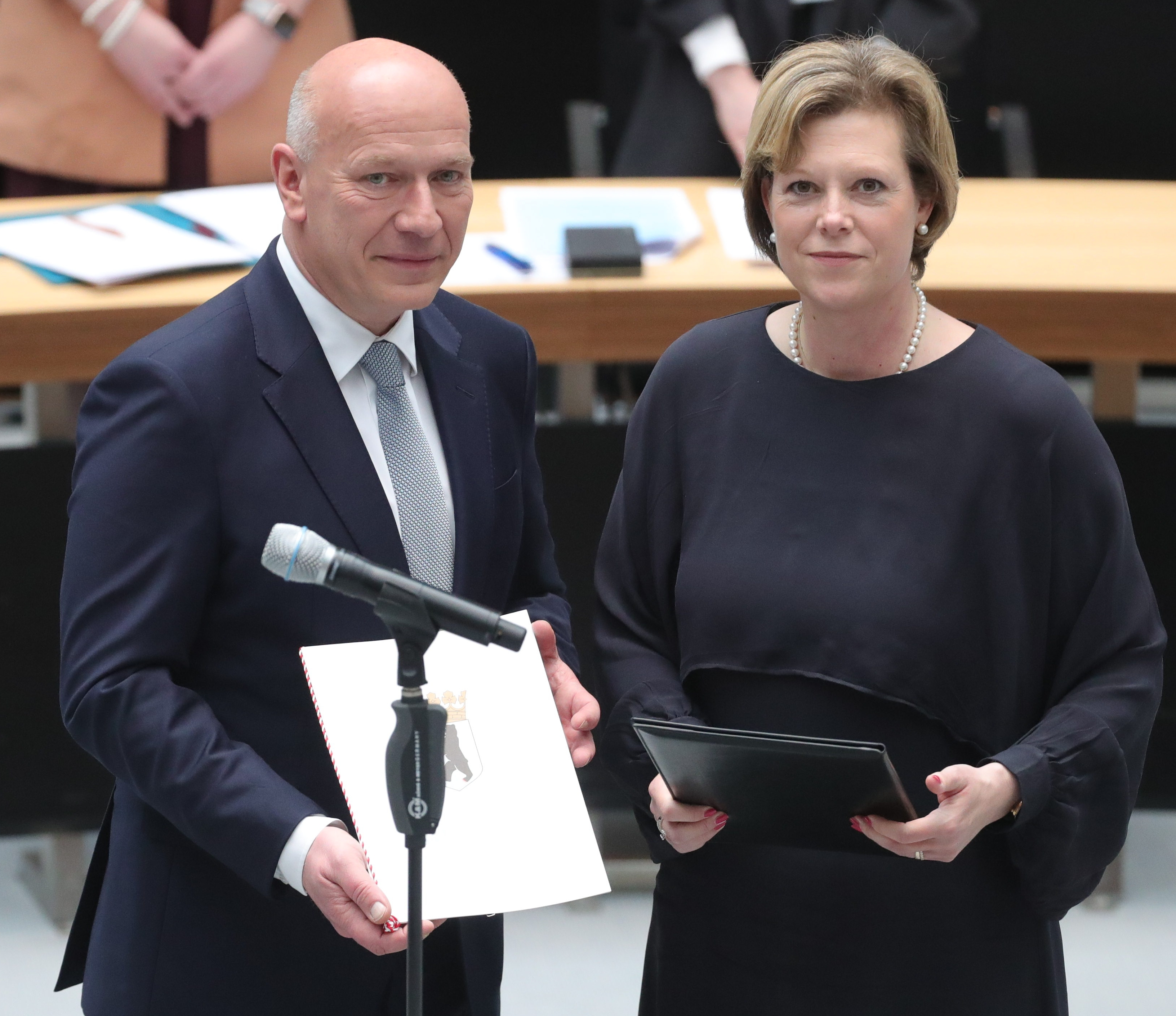
Seibeld mit Bürgermeister Kai Wegner (CDU)

Cornelia Seibeld war von 2006 bis 2011 rechtspolitische Sprecherin der CDU-Fraktion. Von 2010 bis 2011 bekleidete sie das Amt der stellvertretenden Fraktionsvorsitzenden der CDU-Fraktion im Berliner Abgeordnetenhaus. Sie war von 2011 bis 2016 Mitglied im Ausschuss für Verfassungsschutz und Verfassungs- und Rechtsangelegenheiten, Verbraucherschutz und Geschäftsordnung. Ebenso war sie Mitglied im Präsidium und 1. stellvertretende Vorsitzende der CDU-Fraktion des Abgeordnetenhauses von Berlin. Im Juli 2013 wurde sie kirchenpolitische Sprecherin der CDU-Fraktion.
In der 18. Legislaturperiode von Oktober 2016 bis November 2021 war sie Vizepräsidentin des Abgeordnetenhauses und Mitglied des Ausschusses für Integration, Arbeit und Soziales. In der 19. Legislaturperiode von November 2021 bis Februar 2023 war sie Vizepräsidentin des Abgeordnetenhauses und Mitglied des Ausschusses für Gesundheit, Pflege und Gleichstellung. Sie ist frauenpolitische und kirchenpolitische Sprecherin für ihre Fraktion und ebenso Sprecherin für den Kampf gegen Antisemitismus. Da die CDU nach der Wiederholungswahl im Februar 2023 die größte Fraktion im Abgeordnetenhaus bildete, wurde Seibeld am 16. März 2023 zur Präsidentin des Abgeordnetenhauses gewählt.